# Коефіцієнт активності іона
Коефіцієнт активності іона (англ. activity coefficient of single ion) — безрозмірна величина γ, що визначається відношенням активності іона до його моляльності. Обчислюється за виразом:
γ+ = а+/m+
або γ-= а-/m-,
де а+, а-— активності іонів, m+, m-— їхні моляльні концентрації.